# Gabriel Maestre
Gabriel Maestre (ur. 22 września 1986 w Barcelonie) − wenezuelski bokser kategorii lekkośredniej, olimpijczyk z Londynu oraz Rio de Janeiro.

## Kariera amatorska
W maju 2012 był uczestnikiem turnieju kwalifikacyjnego dla Ameryki. Doszedł do półfinału kategorii lekkośredniej, co pozwoliło mu wziąć udział na igrzyskach olimpijskich. Na igrzyskach olimpijskich w Londynie rywalizował w kategorii lekkośredniej. Rywalizację rozpoczął od pokonania na punkty Irańczyka Amina Ghasemipoura. W walce 1/8 finału pokonał na punkty (18:13) reprezentanta RPA Siphiwę Lusizi. Udział zakończył na ćwierćfinale, w którym przegrał na punkty z reprezentantem Kazachstanu Serykiem Säpijewem.
W październiku 2013 zdobył brązowy medal na mistrzostwach świata. Na mistrzostwach rywalizację rozpoczął od zwycięstwa nad Węgrem Balázsem Bácskaiem, pokonując go nieznacznie na punkty. W drugiej swojej walce pokonał wyraźnie na punkty Polaka Ireneusza Zakrzewskiego, wygrywając wszystkie rundy. W walce o półfinał pokonał na punkty reprezentanta Rosji Aleksandra Besputina, a półfinałowy pojedynek przegrał wyraźnie z reprezentantem Kuby Arisnoide Despaigne.
W listopadzie 2013 roku zdobył złoty medal na igrzyskach boliwaryjskich w Chiclayo. W półfinale kategorii lekkośredniej pokonał wyraźnie na punkty Chilijczyka Daniela Muñoza, a w finale pokonał wyraźnie Ekwadorczyka Carlosa Sáncheza.
Zdobył dwa medale igrzysk panamerykańskich, złoty na igrzyskach w Toronto oraz brązowy na igrzyskach w Limie.